# 巴特维尔斯纳克
巴特维尔斯纳克（德語：Bad Wilsnack，發音：[baːt ˈvɪlsnak] ⓘ）是德国勃兰登堡州普里格尼茨县的城市，面积79.62平方千米，2023年12月31日人口为2,577人。